# Бесстрашный (фильм, 2010)
«Бесстрашный» (оригинальное название: IAST: Dabangg) — боевик, снятый в Болливуде и вышедший в прокат в Индии в 2010 году. Фильм был классифицирован как All Time Blockbuster и занял первое место в списке хитов года.

## Сюжет
В маленьком городке Лалгундж штата Уттар Прадеш жил мальчик по имени Чулбул Пандей. Его отец умер, когда ему было два года. Мать вскоре вышла замуж за Праджапати Пандея (Винод Кханна), который презирал своего пасынка и всё внимание уделял своему родному сыну Маханчанду «Макхи». Это поселило в сердце мальчика глубокую обиду и желание всем доказать, что он лучше сводного брата.
Повзрослев, Чулбул (Салман Хан) стал начальником полиции в своём городе. Не чураясь присваивать деньги преступников, он скопил крупную сумму, гораздо большую чем смогли заработать его отчим и брат. Макхи (Арбаз Хан) же был не заинтересован в работе на фабрике, а предпочитал проводить время со своей возлюбленной Нирмалой. Однако её отец был против их отношений, так как Праджпати не позволил бы сыну жениться на девушке без приданого. Чтобы сделать свадьбу возможной, Макхи тайком взял у брата крупную сумму.
Тем временем Чулбул вступает в конфликт с Чхеди Сингхом (Сону Суд), политиком, у бандитов которого полицейский отобрал крупную сумму денег. Гоняясь за преступниками он также встречает дочь гончара Раджо (Сонакши Синха) и влюбляется в неё с первого взгляда. Но его жизнь омрачает неожиданная смерть матери. Желая выполнить главное желание матери, он делает попытку помириться с отчимом, но тот прогоняет его. В отместку Чубул приходит на свадьбу брата и заставляет священника поженить его и Раджо вместо Макхи и Нирмалы. После этого отец Нирмалы отменяет свадьбу.
Узнав о конфликте, Чхеди Сингх начинает сталкивать Чулбула с братом и отчимом. Он берёт Макхи на работу и отправляет его с подарком в дом другого политика, не сказав, что в подарке спрятана бомба. После взрыва он убеждает парня в том, что, чтобы не понести наказания, он должен убить Чулбула.

## В ролях
- Салман Хан — Чулбул Пандей
- Сонакши Синха — Раджо

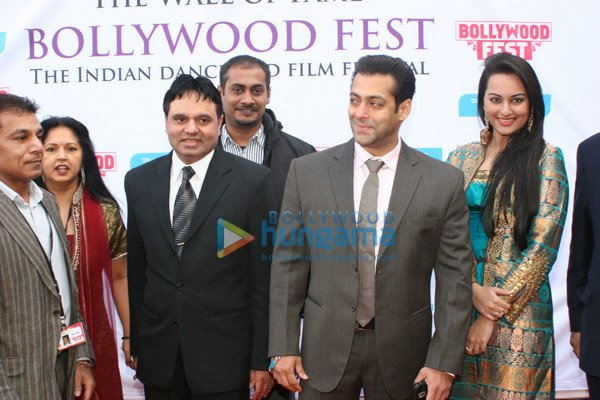
Салман и Сонакши на премьере фильма

- Арбааз Хан — Маханчанд «Макхи» Пандей, брат Чубула
- Винод Кханна — Праджапати Пандей, отчим Чулбула
- Димпл Кападия — Наини Деви, мать Чулбула
- Сону Суд — Чеди Сингх
- Ом Пури — Кастурилал Вишкармама, тесть Чеди Сингха
- Анупам Кхер — Даял Бабу
- Махеш Манджрекар — Хария, отец Раджо
- Махи Гилл — Нирмала, возлюбленная Макхи
- Тину Ананд — Мастер-джи, отец Нирмалы

## Производство
Ради съёмок Салман Хан по совету брата отрастил усы и волосы, чтобы лучше войти в образ. Были проведены фотосессии, чтобы доработать его образ. После прочтения сценария брат Салмана Арбаз решил стать продюсером фильма под собственным баннером «Arbaaz Khan Productions». Сону Суд был выбран на роль антагониста. В апреле 2009 года была выбрана ведущая актриса — Сонакши Синха, для которой фильм стал дебютом. Ради съёмок она посещала уроки танцев и сбросила 30 кг. Для исполнения item-номера была выбрана жена Арбааза Малаика Арора, специализирующаяся на танцевальных номерах, которая впервые оказалась занята в фильме собственного производства.
Фильм снимался в городе Вай штата Махараштра и Объединённых Арабских Эмиратах. Первая часть съёмок продолжалась 45 дней, пока Сону Суд не получил травму носа. Далее съёмочная группа приступила к работе на песней на станции Khalid Bin Al Waheed в Дубае, что сделало «Бесстрашного» первым снимаемым там индийским фильмом.
Хореография песен была поставлена Раджу Ханом и Шабиной Хан, кроме номера «Munni Badnaam Hui», которым занималась Фара Хан. Съёмки завершились в начале июня 2010 года и фильм ушёл на пост-продакшен.

## Саундтрек
Песня «Munni Badnaam Hui» была написана Лалитом Пандитом и вдохновлена народной песни на бходжпури «Launda Badnaam Hua Naseeban Tere Liye». Режиссёр Абхинав Кашьяп согласился с использованием народной песни, сказав, что он, будучи родом из Уттар-Прадеш, был знаком с ней с детства, поэтому и предложил, чтобы она была перефразирована в соответствии с требованием фильма. Для исполнения песни он выбрал певицу Мамту Шарму, которая ранее пела на бходжпури не только зажигательные песни, но балладные. Эта песня стала ей дебютом в качестве закадровой исполнительницы и, в дальнейшем, её визитной карточкой. Её можно услышать ещё в нескольких фильмах, включая каннадаязычный Lucky 2012, а ремиксовую версию — в Power*** 2014 года.
| №   | Название                          | Текст песни    | Исполнители                               | Длительность |
| --- | --------------------------------- | -------------- | ----------------------------------------- | ------------ |
| 1.  | «Tere Mast Mast Do Nain»          | Фаиз Анвар     | Рахат Фатех Али Хан                       | 5:59         |
| 2.  | «Munni Badnaam Hui»               | Лалит Пандит   | Мамта Шарма, Айшвария Нигам, Мастер Салим | 5:07         |
| 3.  | «Chori Kiya Re Jiya»              | Джалил Шервани | Сону Нигам, Шрея Гхошал                   | 4:48         |
| 4.  | «Hud Hud Dabangg»                 | Джалил Шервани | Сукхвиндер Сингх, Ваджид                  | 4:13         |
| 5.  | «Humka Peeni Hai»                 | Джалил Шервани | Ваджид, Мастер Салим, Шабаб Сабри         | 5:15         |
| 6.  | «Tere Mast Mast Do Nain» (Part 2) | Фаиз Анвар     | Рахат Фатех Али Хан, Шрея Гхошал          | 5:59         |
| 7.  | «Munni Badnaam Hui» (Remix)       | Лалит Пандит   | Мамта Шарма, Айшвария Нигам               | 4:05         |
| 8.  | «Tere Mast Mast Do Nain» (Remix)  | Фаиз Анвар     | Рахат Фатех Али Хан                       | 5:02         |
| 9.  | «Humka Peeni Hai» (Remix)         | Джалил Шервани | Ваджид, Мастер Салим, Шабаб Сабри         | 4:27         |
| 10. | «Dabangg – Theme»                 |                | Салман Хан                                | 2:48         |

## Награды
Национальная кинопремия Индии
- Лучший развлекательный фильм[14]

Filmfare Awards
- Лучший фильм
- Лучший женский дебют — Сонакши Синха
- Лучшая музыка к фильму — Саджид-Ваджид
- Лучшая музыка к песне — Лалит Пандит («Munni Badnaam Hui»)
- Лучшая закадровая певица — Мамта Шарма («Munni Badnaam Hui», приз разделён с Сунидхи Чаухан с песней «Sheila Ki Jawani» в фильме «Король обмана»)
- Лучшая постановка боевых сцен — Мастер Виджаян

2011 Star Screen Awards
- Лучший актёр — Салман Хан
- Лучший женский дебют — Сонакши Синха
- Лучшие сцены боёв — Мастер Виджаян
- Лучшая хореография — Фара Хан с песней «Munni Badnaam Hui»
- Лучший новый музыкальный талант — Мамта Шарма с песней «Munni Badnaam Hui»
- Лучший музыкальный режиссёр — Саджид-Ваджид
- Лучшая закадровая певица — Мамта Шарма с песней «Munni Badnaam Hui»

2011 Zee Cine Awards
- Лучший фильм
- Лучший режиссёрский дебют — Абхинав Кашьяп
- Лучший актёр — Салман Хан
- Лучший женский дебют — Сонакши Синха
- Лучшая музыка — Саджид-Ваджид
- Лучший сценарий — Абхинав Кашьяп
- Лучший саундтрек — Сандип Широдкар
- Лучшие сцены боёв — Мастер Виджаян
- Лучшее редактирование — Пранав Дхивар
- Песня года — «Munni Badnaam Hui»

6th Apsara Film & Television Producers Guild Awards
- Лучший исполнитель главной роли — Салман Хан
- Лучший фильм — Arbaaz Khan Productions
- Лучший женский дебют — Сонакши Синха
- Лучшее исполнение негативной роли — Сону Суд
- Лучший закадровый певец — Рахат Фатех Али Хан с песней «Tere Mast Mast»
- Лучшая закадровая певица — Мамта Шарма с песней «Munni Badnaam Hui»
- Лучшая музыка — Саджид-Ваджид
- Лучшие диалоги — Абхинав Кашьяп и Дилип Шукла

2011 Stardust Awards
- Будущая суперзвезда — Сонакши Синха
- Лучший новый режиссёр — Абхинав Кашьяп
- Лучший новый фильм — Арбаз Хан
- Лучший режиссёр боевика/триллера — Абхинав Кашьяп
- Звезда года — Салман Хан
- Лучший фильм года

12th International Indian Film Academy Awards
- Лучший фильм — Arbaaz Khan Productions
- Лучший женский дебют — Сонакши Синха
- Лучший актёр в отрицательной роли — Сону Суд
- Лучшая музыка — Саджид-Ваджид, Лалит Пандит
- Лучший закадровый певец — Рахат Фатех Али Хан с песней «Tere Mast Mast»
- Лучшая закадровая певица — Мамта Шарма с песней «Munni Badnaam Hui»
- Лучший сценарий — Дилип Шукла и Абхинав Кашьяп
- Лучшая хореография — Фара Хан за песню «Munni Badnaam Hui»
- Лучшие сцены боёв — Мастер Виджаян
- Лучшая звукозапись — Лесли Фернандес
- Лучший исполнитель главной роли — Салман Хан

2010 BIG Star Entertainment Awards
- Лучший фильм — Малаика Арора, Арбаз Хан
- Лучший режиссёр — Абхинав Кашьяп
- Лучший актёр — Салман Хан
- Лучшая песня — «Munni Badnam Hui»
- Лучший закадровый певец — Рахат Фатех Али Хан с песней «Tere Mast Mast»

The Global Indian Film and Television Honours
- Лучший фильм
- Лучший текст песни — Джалис Шервани за песню «Chori Kiya Re Jiya»
- Лучший композитор — Саджид-Ваджид, Лалит Пандит
- Лучшая закадровая певица — Мамта Шарма с песней «Munni Badnaam Hui»
- Новое лицо — Сонакши Синха
- Новый режиссёр — Абхинав Кашьяп
- Трек года — Лалит Пандит за песню «Munni Badnaam Hui»
- Лучший хореограф — Фара Хан за песню «Munni Badnaam Hui»
- Лучшие сцены боёв — Мастер Виджаян
- Лучший исполнитель главной роли — Салман Хан

2011 BIG Star IMA Awards
- Лучший композитор — Саджид-Ваджид за песню «Tere Mast Mast»
- Лучший альбом года
- Лучшая танцевальная песня года — «Munni Badnaam Hui»

2010 Mirchi Music Awards
- Лучший альбом года
- Лучший вокалист — Рахат Фатех Али Хан с песней «Tere Mast Mast»
- Лучшая вокалистка — Мамта Шарма с песней «Munni Badnaam Hui»
- Лучшая закадровая музыка — Сандип Широдкар
- Лучшая дебютантка года — Мамта Шарма с песней «Munni Badnaam Hui»
- Лучшая музыкальная сцена — «Munni Badnaam Hui»
- Лучшая песня года — «Munni Badnaam Hui»
- Лучший музыкальный директор года — Саджид-Ваджид за песню «Tere Mast Mast Do Nain»

2011 Global Indian Music Awards
- Лучший альбом
- Лучший музыкальный директор — Саджид-Ваджид и Лалит Пандит
- Лучший музыкальный дебют — Мамта Шарма с песней «Munni Badnaam Hui»
- Best Engineer — Film Album — Эрик Пиллаи
- Best Engineer — Theatre Mix — Лесли Фернандес
- Лучшая партитура — Сандип Широдкар
- Red FM — самая популярная песня на радио — «Tere Mast Mast»

17th Lions Gold Awards
- Лучший фильм
- Лучшая сенсационная певица — Мамта Шарма с песней «Munni Badnaam Hui»
- Лучший режиссёр-дебютант — Абхинав Кашьяп
- Лучший музыкальный директор — Саджид-Ваджид
- Лучшая дебютантка — Сонакши Синха
- Лучшая хореография — Фара Хан за песню «Munni Badnaam Hui»

2011 Ficci Frames Excellence Honours Awards
- Лучший фильм
- Лучшая музыка — Саджид-Ваджид
- Лучший женский дебют — Сонакши Синха

2011 Dadasaheb Phalke Academy Awards
- Лучший продюсерский дебют — Арбаз Хан
- Лучший женский актёрский дебют — Сонакши Синха

2011 Aaj Tak Awards
- Лучший фильм
- Лучший актёр — Салман Хан
- Лучший женский актёрский дебют — Сонакши Синха
- Лучший режиссёр — Абхинав Кашьяп
- Лучшая песня — «Munni Badnaam Hui»

Rajiv Gandhi Achievers Award
- Лучший режиссёрский дебют — Арбаз Хан
- Лучший ремикс — Romeo & DJ Deepesh за песню «Tere Mast Mast»

2010 Bollywood Hungama Surfers Choice Movie Awards
- Лучший фильм
- Лучший актёр — Салман Хан
- Лучший актёр в негативной роли — Сону Суд
- Лучшая дебютантка — Сонакши Синха
- Best Marketed Movie
- Newsmaker of The Year — Салман Хан
- Лучший саундтрек
- Лучший певец — Рахат Фатех Али Хан с песней «Tere Mast Mast»
- Лучшая певица — Мамта Шарма с песней «Munni Badnaam Hui»
- Лучшая песня — «Tere Mast Mast»
- Песня с лучшей хореографией — «Munni Badnaam Hui»

6th AXN Action Awards
- Лучший боевик
- Лучший актёр боевика — Салман Хан
- Лучший режиссёр боевика — Абхинав Кашьяп
- Лучший актёр боевика в негативной роли — Сону Суд
- Best Action Sequence

2011 ETC Bollywood Business Awards
- Top Grosser of the Year
- Most Successful Producer — Арбаз Хан
- Most Profitable Director — Абхинав Кашьяп

RAJ KHOSLA FOUNDATION Directors Awards
- Лучший новый режиссёр — Абхинав Кашьяп

18th Journalist National Award, 2010
- Лучший дебют певицы — Мамта Шарма с песней «Munni Badnaam Hui»

19th Prayag Kalakaar Awards, 2011
- Лучший дебют певицы — Мамта Шарма с песней «Munni Badnaam Hui»

3rd Gold Kela Awards
- The Ajooba Award for Sheer Awesomeness

## Продолжение и ремейки
После коммерческого успеха фильма, Арбааз решил сделать сиквел, в котором будут играть те же актёры, но появится несколько новых персонажей, включая антагониста в исполнении Пракаша Раджа. Поскольку режиссёр первой части отказался от работы над продолжением, но Арбааз сам занял режиссёрское кресло. Сиквел также как и первый фильм имел успех в прокате.
Фильм был дважды переснят на других языках: как «Неустрашимый» на тамильском и «Габбар Сингх» на телугу, при этом тамильская версия полностью придерживается оригинальной сюжетной линии, а версия на телугу содержит существенные изменения. Оба ремейка имели коммерческий успех. Также планировали снять каннадаязычную версию фильма, но дата начала съёмок пока неизвестна.